# Huisseau-sur-Cosson
Huisseau-sur-Cosson ist eine französische Gemeinde mit 2.293 Einwohnern (Stand: 1. Januar 2022) im Département Loir-et-Cher in der Region Centre-Val de Loire; sie gehört zum Arrondissement Blois und zum Kanton Chambord. Die Einwohner werden Huisselois genannt.

## Geographie
Die Gemeinde Huisseau-sur-Cosson liegt etwa neun Kilometer östlich von Blois am Fluss Cosson im Weinbaugebiet Cour-Cheverny in der Landschaft Sologne.
Umgeben wird Huisseau-sur-Cosson von den Nachbargemeinden Montlivault im Norden, Maslives im Nordosten, Chambord im Osten, Tour-en-Sologne im Südosten, Mont-près-Chambord im Süden, Vineuil im Westen sowie Saint-Claude-de-Diray im Nordwesten.

## Bevölkerungsentwicklung
| Jahr                       | 1962 | 1968 | 1975 | 1982 | 1990 | 1999 | 2011 | 2021 |
| Einwohner                  | 1248 | 1202 | 1286 | 1738 | 1834 | 1906 | 2231 | 2308 |
| Quellen: Cassini und INSEE |      |      |      |      |      |      |      |      |

## Sehenswürdigkeiten
- Kirche Saint-Étienne
- Ruinen der Kapelle Saint-My aus dem 10./11. Jahrhundert
- Schloss Nanteuil
- Domäne Les Grotteaux aus dem 17. Jahrhundert
- ehemalige öffentliche Waschhäuser

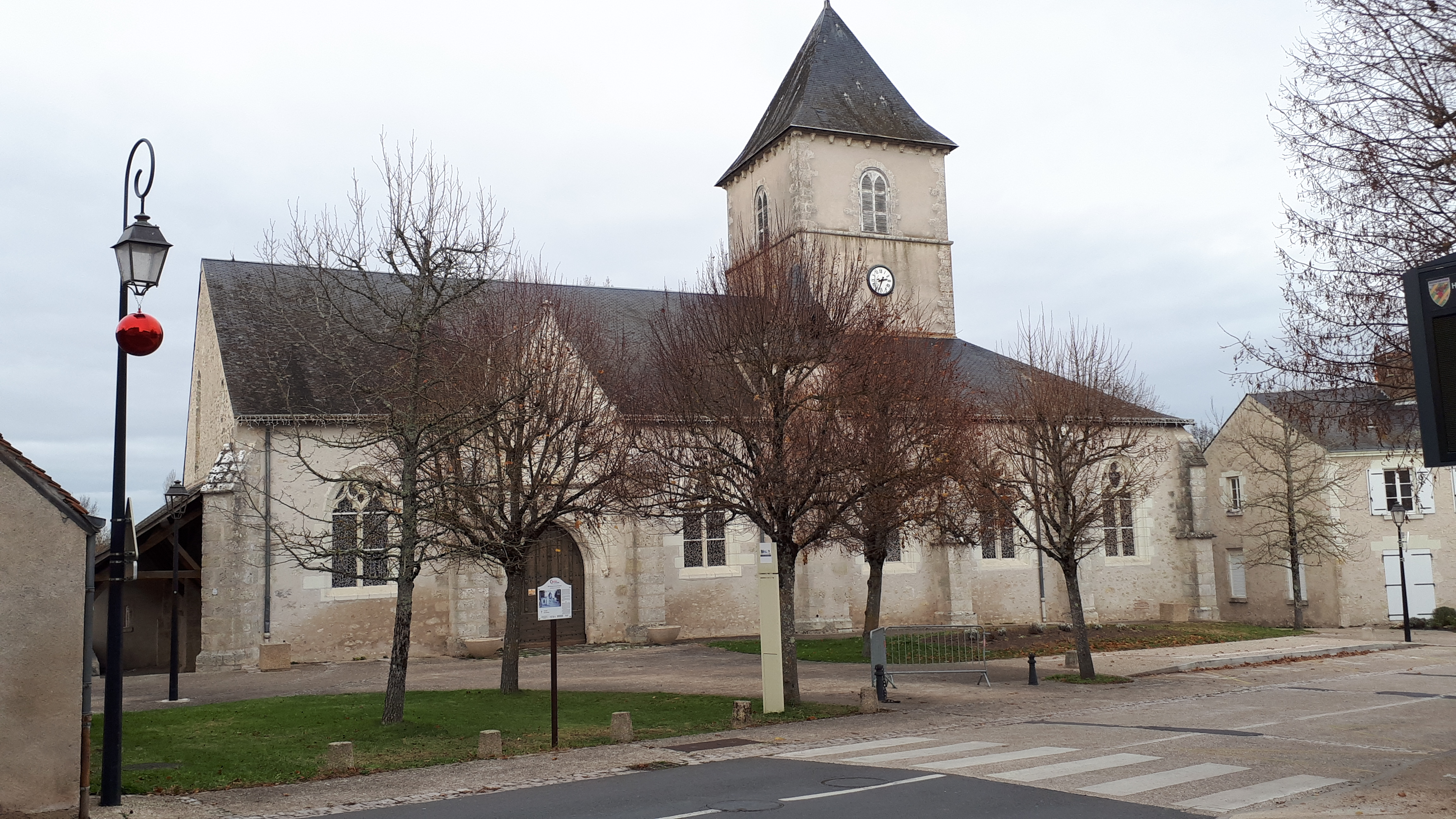
Kirche Saint-Étienne
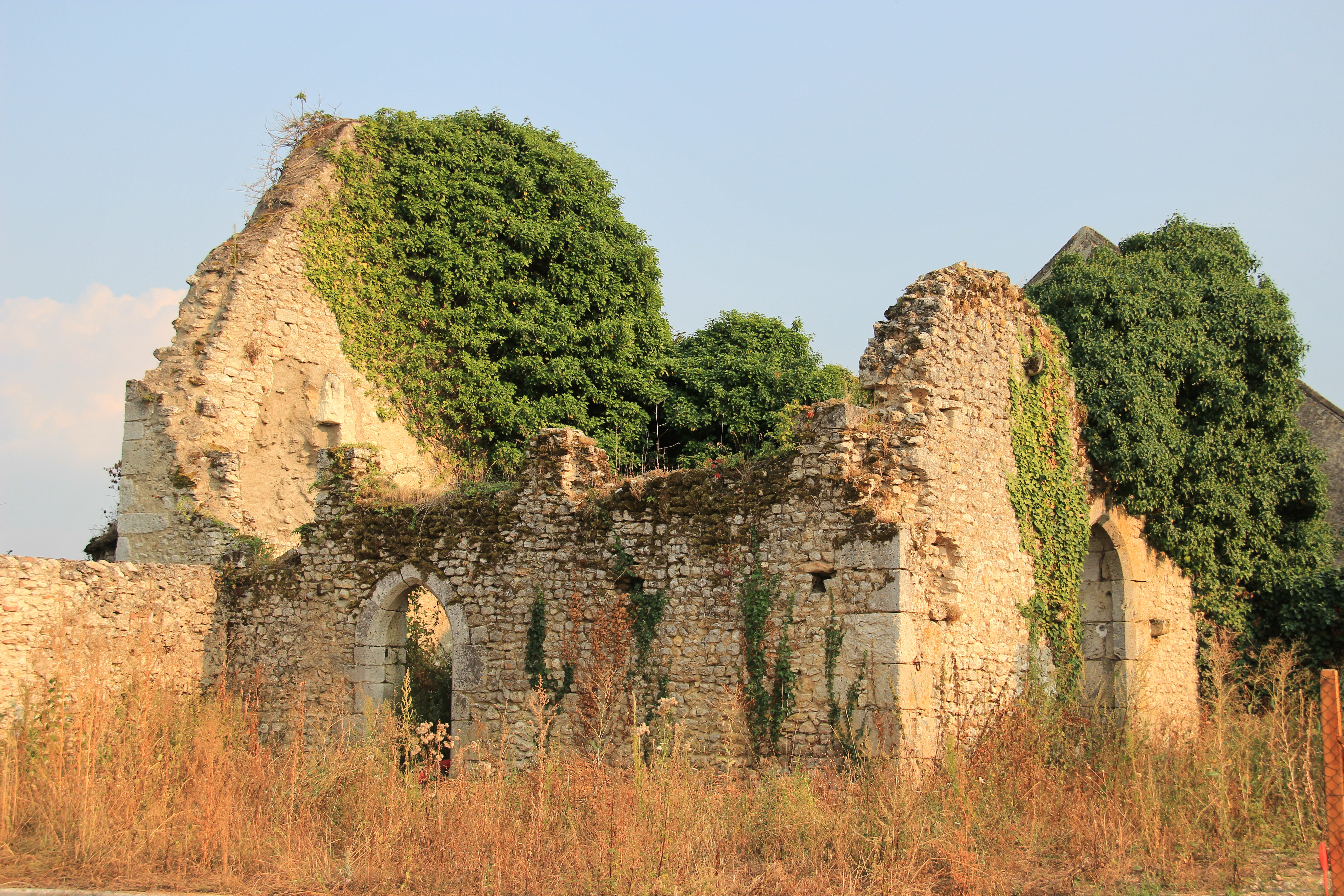
Ruinen der Kapelle Saint-My
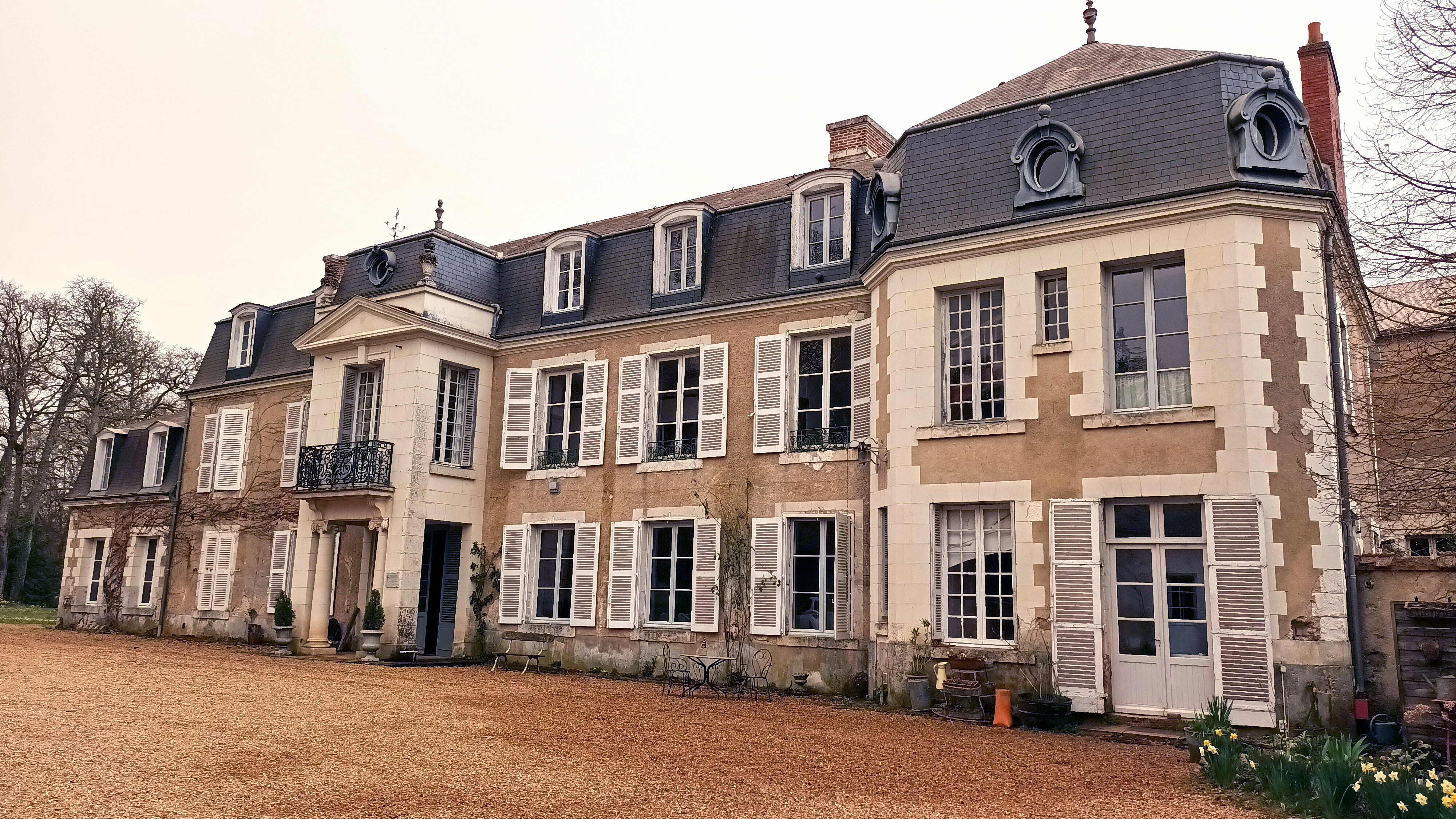
Nordseite des Schlosses Nanteuil
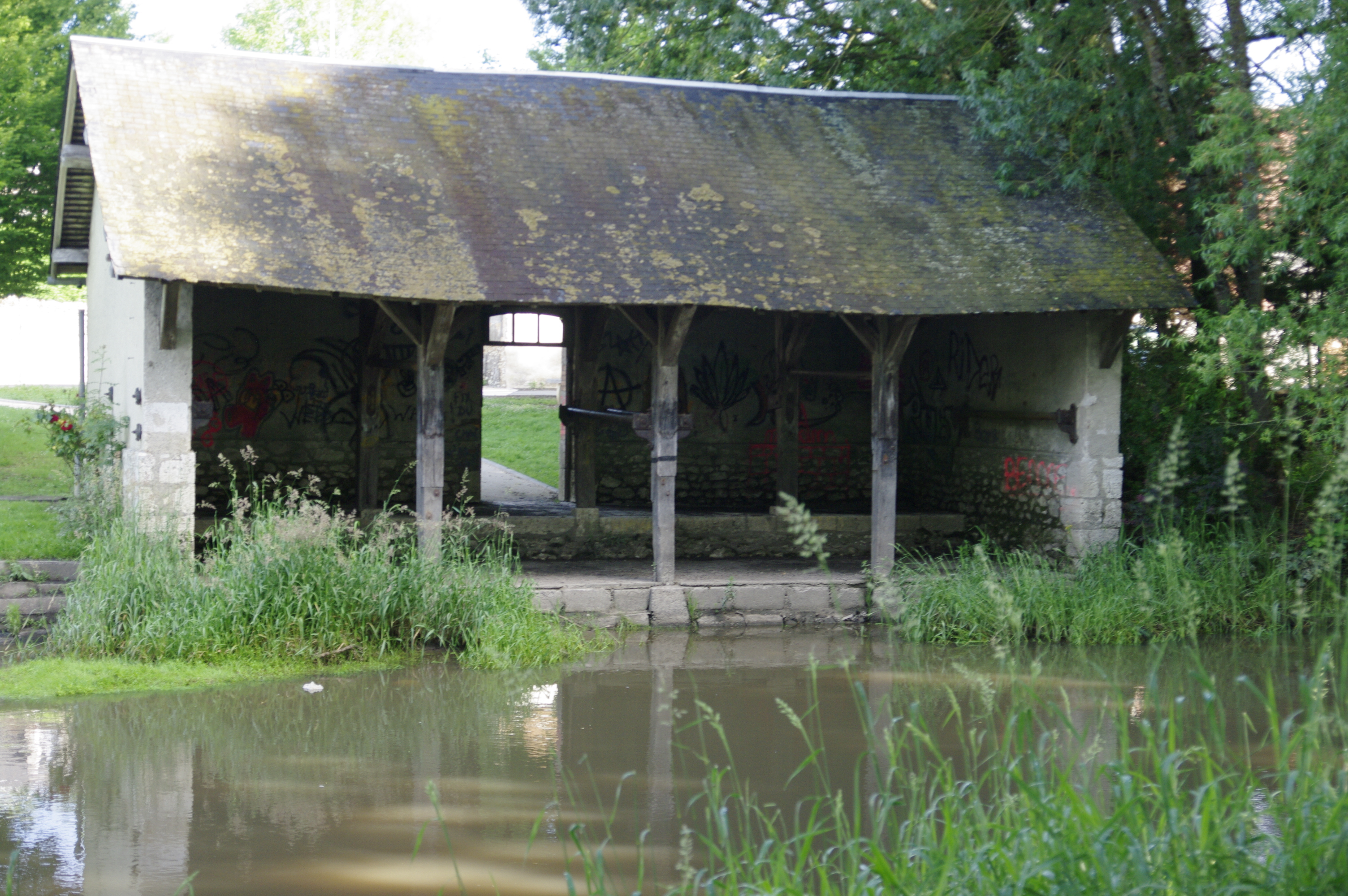
Waschhaus
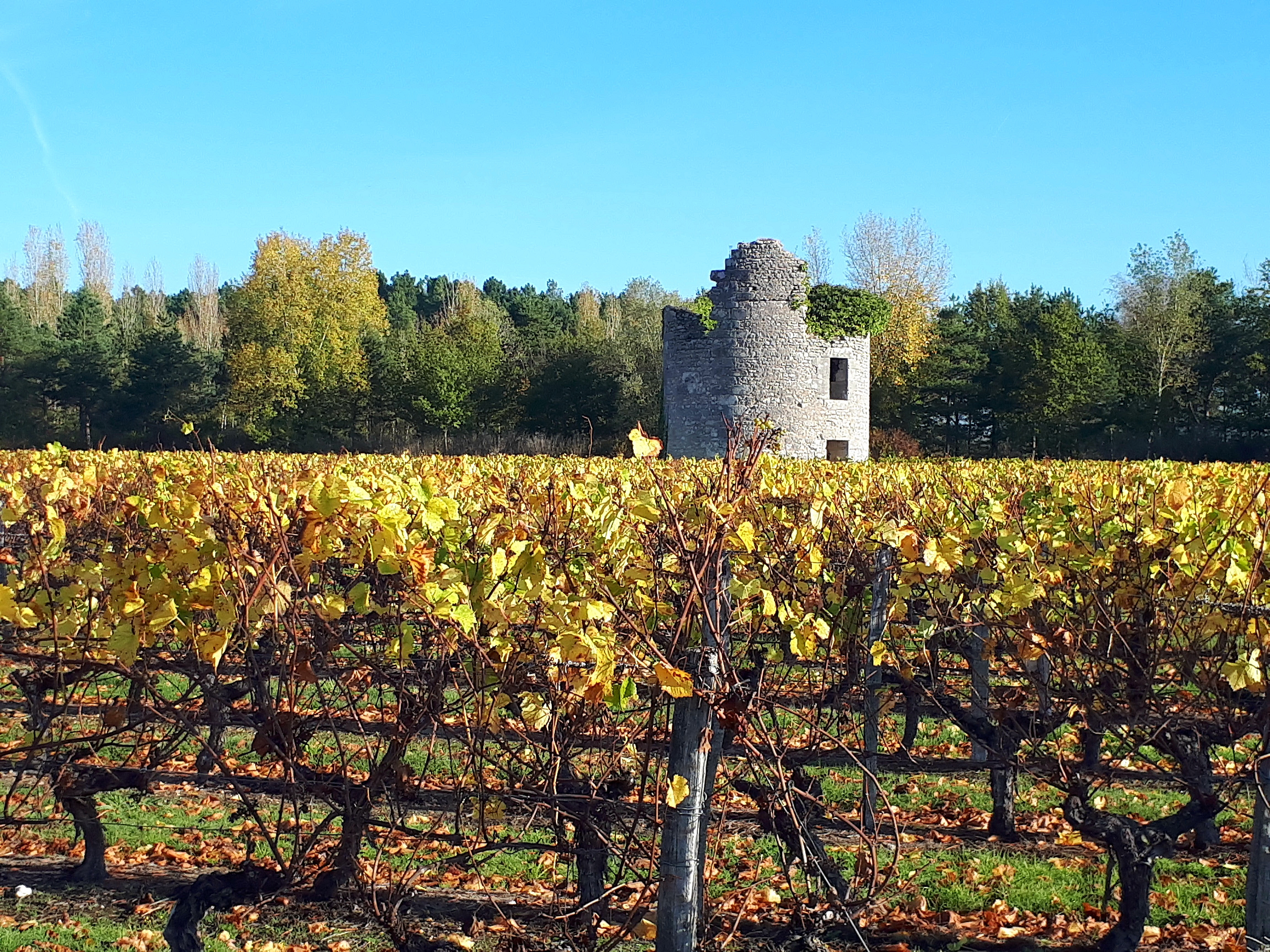
Ehemalige Windmühle
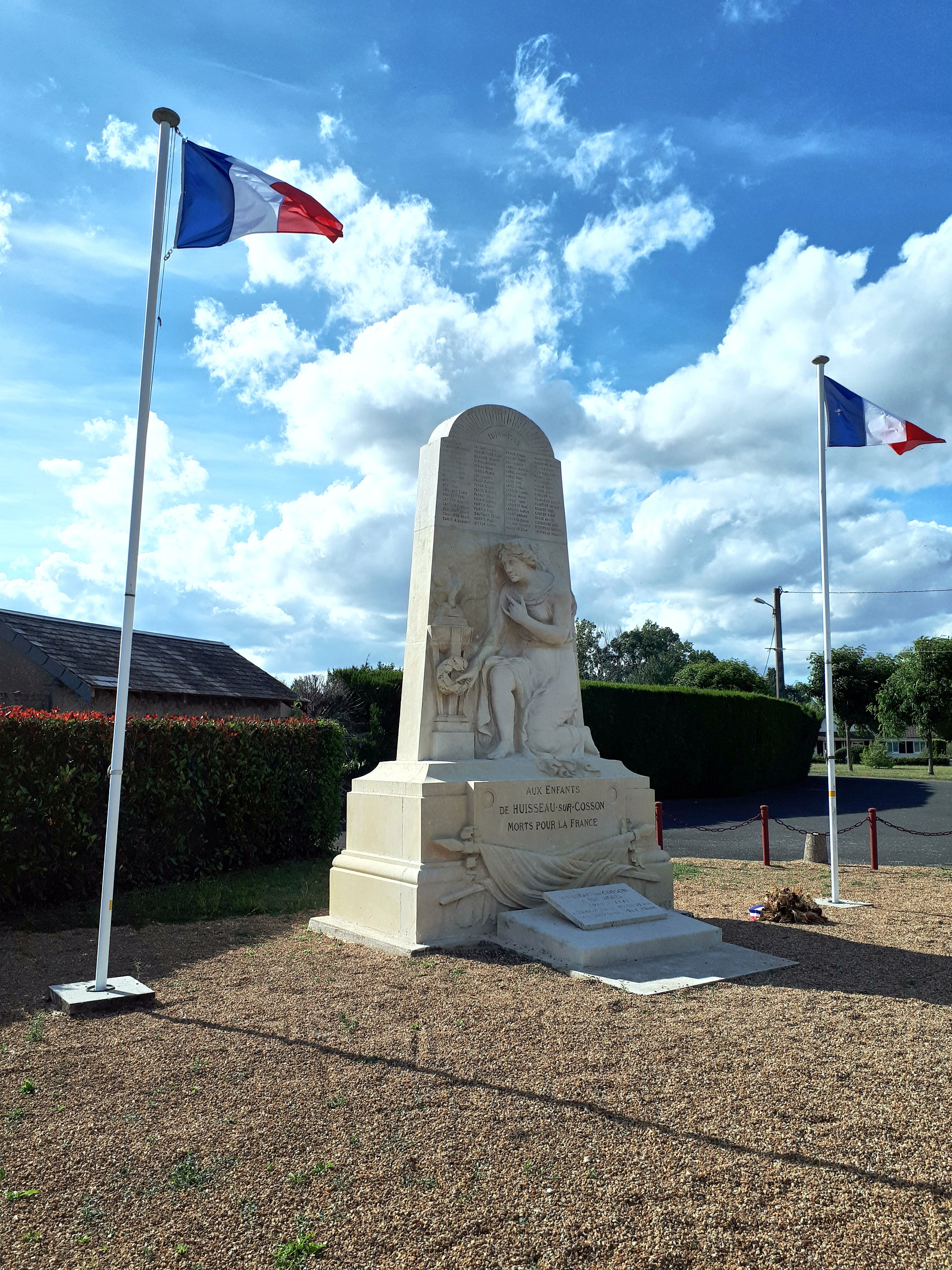
Gefallenendenkmal

## Persönlichkeiten
- Jacques de Morgan (1857–1924), Ägyptologe